# Haus Geist (Münster)

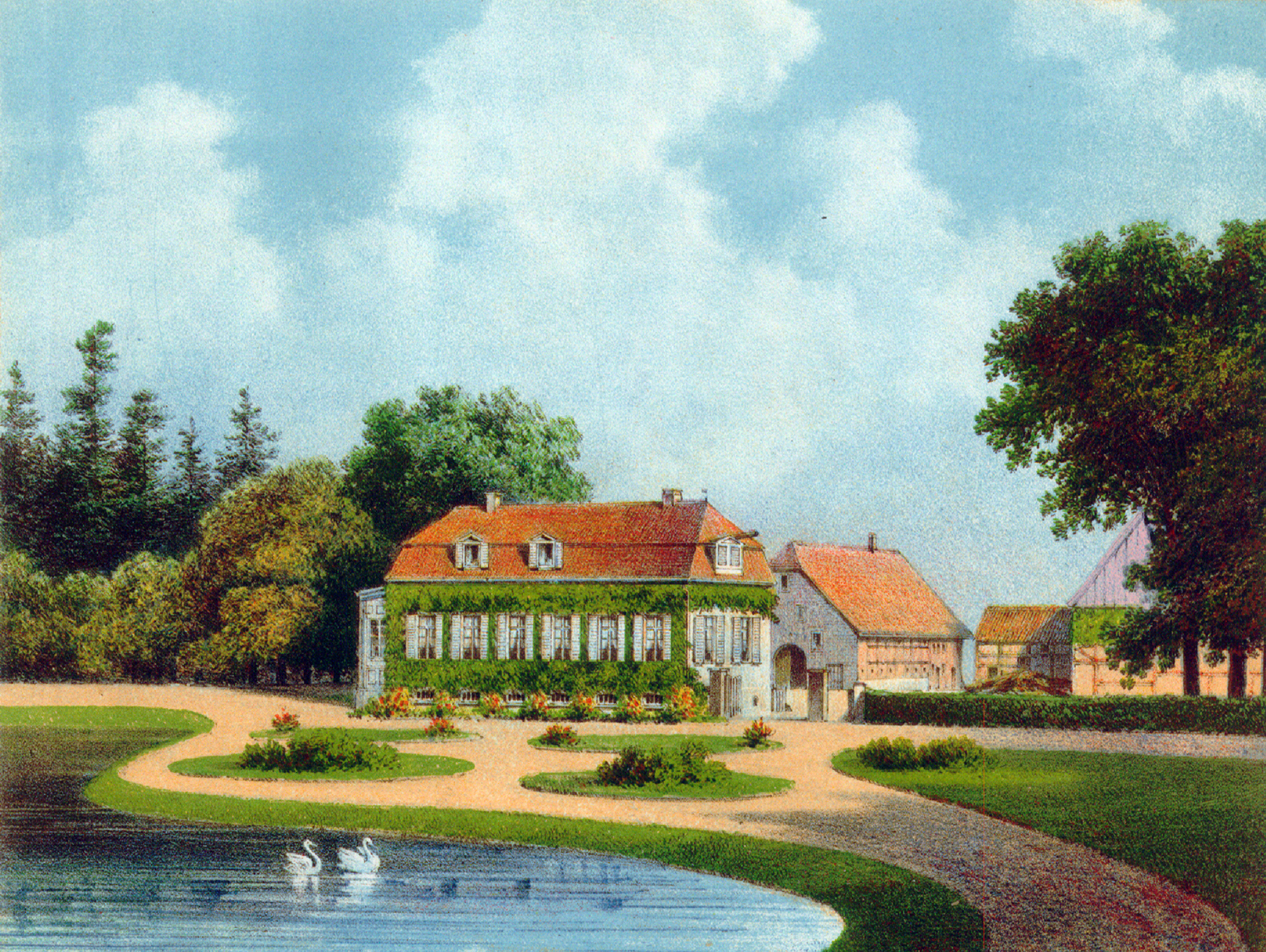
Haus Geist um 1800

Haus Geist auf dem Gebiet der Gemeinde Lamberti. Ausschnitt einer Topographische Karte von 1842

Haus Geist war ein Adelssitz in Münster. Das Haupthaus befand sich neben dem heutigen Clemenshospital. 

## Geschichte
Das Haus Geist war anfangs im Besitz des Domkapitels.  Danach war das Haus bis 1624 im Besitz der Familie Bischopinck. Mit Patent vom 22. Juni 1845 wurde dem Haus die Eigenschaft eines landtagsfähigen Rittergutes verliehen. Der Politiker Franz von Duesberg lebte 1871/72 auf Haus Geist. 1959 wurden die letzten Bauten des Hauses bei der Errichtung des Krankenhauses abgerissen. 2016 fanden anlässlich einer Baumaßnahme archäologische Untersuchungen statt.